# Shikan
Shikan är en socken i Kina. Den ligger i provinsen Yunnan, i den sydvästra delen av landet, omkring 390 kilometer nordost om provinshuvudstaden Kunming.
Genomsnittlig årsnederbörd är 1 177 millimeter. Den regnigaste månaden är juli, med i genomsnitt 222 mm nederbörd, och den torraste är december, med 20 mm nederbörd.